# Dyess (Arkansas)
Dyess – miasto w Stanach Zjednoczonych, w stanie Arkansas, w hrabstwie Mississippi.